# Новак Олекса Федорович
Олекса Федорович Новак (* 14 січня 1932, Гоща — † 30 липня 2015, Рівне) — громадський і політичний діяч Рівненщини, науковець, педагог, кандидат фізико-математичних наук, один із засновників «Просвіти» та Народного Руху України, активний борець за незалежність України.
Закінчив Гощанську середню школу, фізико-математичний факультет Сумського педагогічного інституту імені Антона Макаренка (1954), аспірантуру при Львівському держуніверситеті імені Івана Франка (1963). Кандидат фізико-математичних наук (1974). Працював у Гощанській СШ (1955-1960), викладачем Рівненського загальнонаукового факультету Київського держуніверситету імені Тараса Шевченка (1963-1971), завідувачем кафедри вищої математики Українського інституту інженерів водного господарства, старшим викладачем Рівненського інституту культури, у Рівненській СШ №1. Один з організаторів НРУ, Гельсінської спілки і УРП, КУНу в Рівному. .
Вийшло ряд його навчальних посібників для студентів з фізики і астрономії, а також книги:
- Тернистий шлях українського православ'я у добу сучасності (1995),
- Українська повстанська армія» (1992, 1994).
- Хто і куди нас вів. (Критичні замітки з теоретичного доробку і політичної діяльності В.І.Леніна)  / О. Ф. Новак. - Рівне : [б.в.], 1996.
- Християнство в Україні : нариси / Олекса Новак ; [ред. І. П. Пестонюк]. - 1-ше вид. - Рівне : Ліста-М, 2003.
- Церковні піснеспіви-псалми: із народних джерел [Текст] / зібр. та упоряд. О. Новак. - Рівне : Видавець Віталій Войтович, 2007.

## Вшанування пам'яті
Ім'я Олекси Новака носить одна з вулиць Рівного.